# 丁博克罗高架桥

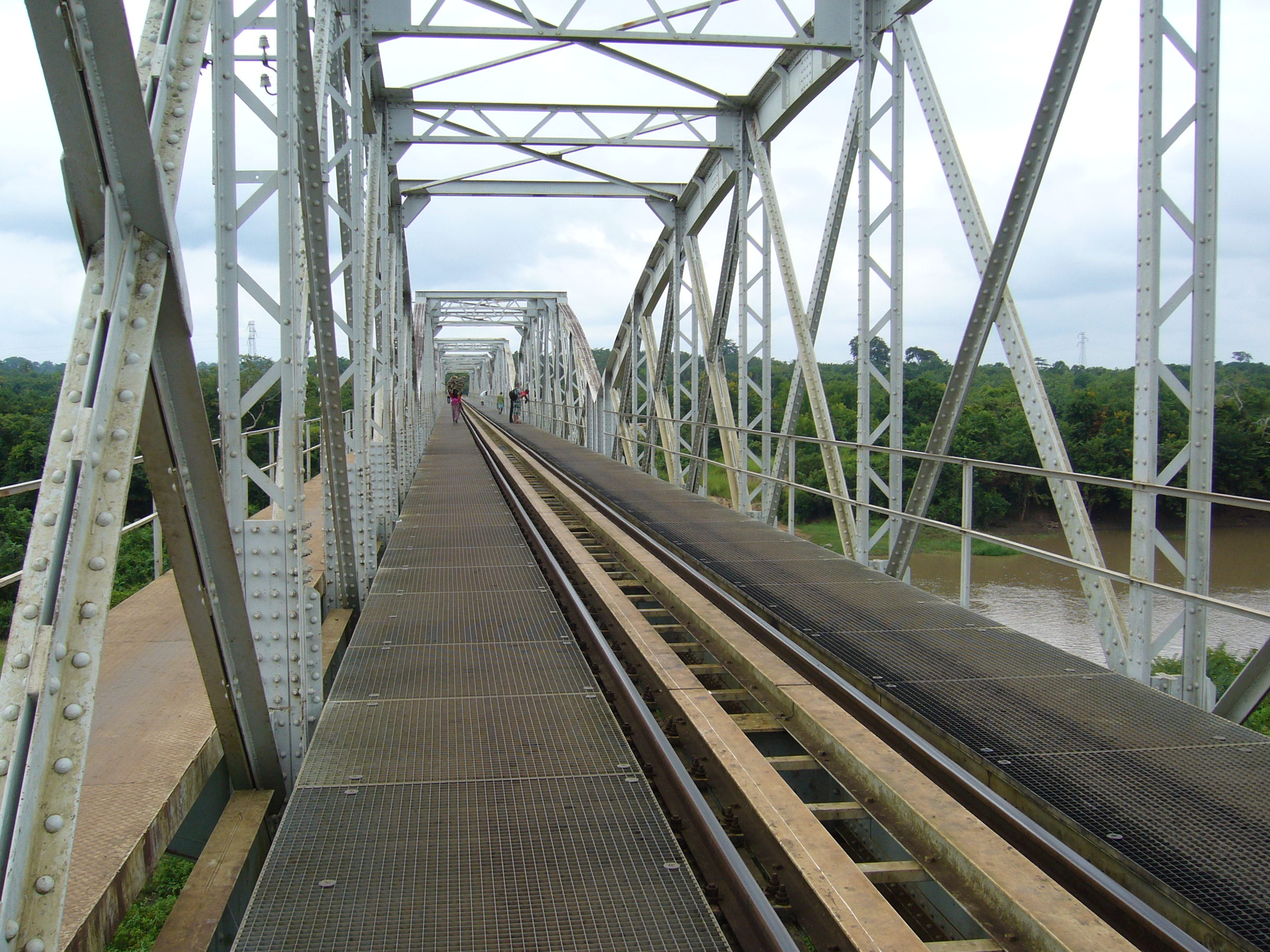
2008年旧桥上的铁轨及人行道

丁博克罗高架桥（法語：Viaduc du N'Zi）是位于科特迪瓦中部城市丁博克罗的一座桁架桥，架设在恩济河上。该桥既是铁路桥，也可供行人通行，是阿比让-尼日尔铁路的一部分，全长250米。于法属西非时期的1910年建成。2016年9月6日，该桥的北端曾经倒塌成六段，原因是当时有一辆铁路货车由两部火车头所拖动经过桥上。该次事故虽无人受伤，但导致铁路运输长期受到影响，直至2017年九月北段大桥修复后，交通才得以恢复。